# James Berkeley, 1. Baron Berkeley

Wappen der Berkeleys

James Berkeley, 1. Baron Berkeley (* um 1394 in Raglan Castle; † November 1463 in Berkeley Castle) war ein englischer Adeliger.

## Herkunft und familiäres Umfeld
James Berkeley entstammte der alten Familie Berkeley, die seit dem frühen 12. Jahrhundert im Besitz von Berkeley Castle in Gloucestershire war. Er war der Sohn von Sir James Berkeley und dessen Gattin Elizabeth Blunt (auch Bloet), damit war er ein Neffe von Thomas de Berkeley, 5. Baron Berkeley. Dieser war einer der reichsten Barone Englands. Seine jährlichen Einkünfte aus seinem Erbe überstiegen £ 1150, und dazu wurde seine Frau Erbin der Familie Lisle. Sein Haushalt, der über 300 Personen umfasste, galt als Zentrum der Kultur und Künste. Sein einziges Kind war jedoch seine Tochter Elizabeth Berkeley, die Richard de Beauchamp, 13. Earl of Warwick geheiratet hatte. Diese war damit die Erbin eines umfangreichen Besitzes, doch Berkeley Castle und die dazugehörigen zwölf Güter mussten nach einer Vereinbarung von 1349 an einen männlichen Erben fallen. Als Neffe war James der nächste männliche Erbe von Thomas de Berkeley. Diese Erbteilung hätte jedoch die Besitzungen zerstückelt und die lokale Vormachtstellung der Familie in Südwestengland gefährdet. Dieses Problem konnte Thomas de Berkeley nie lösen, sondern er vergrößerte es nur. Zum einen suchte er eine Möglichkeit, seinen gesamten Besitz seiner Tochter zu vererben, auf der anderen Seite erzog er James Berkeley auf seinem Sitz Berkeley Castle zu seinem Erben.

## Erster Streit um das Erbe
Als sein Onkel am 13. Juli 1417 starb, besetzten Elizabeth und ihr Mann Warwick rasch Berkeley Castle und ließen sich den Besitz von König Heinrich V. vorläufig bestätigen. Da Warwick den König bei seinen Feldzügen in Frankreich begleitete, war sein Besitz in der Folge gegen Prozesse geschützt. Für Berkeley wurde zwar am 20. Oktober 1421 durch Writ of Summons in das Parlament berufen, womit der Titel Baron Berkeley neu geschaffen wurde, doch zunächst war es für ihn unmöglich, seinen Erbanspruch durchzusetzen. Er bestach deshalb 1420 Humphrey, Duke of Gloucester, einen der Brüder des Königs, der als Reichsverweser England während der Abwesenheit des Königs verwaltete, mit 1000 Mark, um dessen Unterstützung für seine Ansprüche zu gewinnen. Die Countess of Warwick dagegen bat Humphreys Bruder John, Duke of Bedford um Unterstützung. Da dies zu keiner Entscheidung führte, führte der Erbstreit zu bewaffneten Zusammenstößen und Scharmützeln zwischen den Anhängern der beiden Parteien rund um Berkeley Castle. Deshalb zwang der Regentschaftsrat, der nach dem Tod von Heinrich V. für den jungen Heinrich VI. die Regierung führte, die Parteien 1422 unter Androhung hoher Geldstrafen dazu, in Verhandlungen nach einer Lösung zu suchen. Als am 28. Dezember 1422 die Countess of Warwick starb, war ihr Mann zu einer Übereinkunft bereit, die schließlich 1425 erzielt wurde. Nach dieser erhielt Berkeley Berkeley Castle mit den meisten dazugehörigen Gütern, wobei Warwick ein lebenslanges Nutzungsrecht von sieben Gütern behielt. Das andere Erbe seiner verstorbenen Frau, vor allem das Lisle-Erbe, fiel an Warwick.

## Zweiter Streit und Fehde um das Erbe
Nach der Übereinkunft von 1425 hielten beide Parteien Frieden. Berkeley hatte aus seinem Erbteil jedoch nur vergleichsweise geringe Einkünfte. 1436 betrugen seine Einkünfte nur £ 333, was für einen Baron dieser Zeit sehr wenig war. Er musste deshalb Schulden machen. Nach Warwicks Tod 1439 brach der Erbstreit zudem erneut aus. Warwicks drei Töchter aus der Ehe mit Elizabeth Berkeley, die mit John Talbot, 1. Earl of Shrewsbury, Edmund Beaufort, den späteren Earl of Dorset und Duke of Somerset und George Nevill, 1. Baron Latymer mächtige Ehemänner hatten, forderten ihr Erbteil ein. Erst 1448 konnte eine Einigung erreicht werden, nach der die drei Erbinnen das Erbe ihrer Mutter zu Lebzeiten behalten durften. Erst nach ihrem Tod sollte es dann an Berkeley oder seine Erben fallen.
Berkeley fand diese Einigung schließlich nicht akzeptabel und begann 1450 eine offene Fehde mit dem Earl of Shrewsbury. Im September 1451 eroberte dessen Sohn John Talbot, 1. Viscount Lisle Berkeley Castle und nahm Berkeley und dessen Söhne gefangen. Um seinen Sieg abzusichern, verlangte er für zwei Jahre die Übergabe der Burg. Berkeleys Frau wurde dazu von der Countess of Shrewsbury gefangen genommen und in Gloucester gefangen gehalten, damit sie sich nicht an den König wenden konnte. Sie starb 1452 in Gefangenschaft. Im Juli 1453 fielen jedoch Shrewsbury und sein Sohn Viscount Lisle in der Schlacht von Castillon in Frankreich. Sein Sohn und Erbe Sohn John Talbot, 2. Earl of Shrewsbury zeigte sich gegenüber Berkeley versöhnlicher. Berkeley heiratete 1457 Shrewsburys Schwester Joan, und schließlich konnte er sich kurz vor seinem Tod Ende November mit seiner Großnichte Margaret Beauchamp, der alten Countess Shrewsbury aussöhnen. Er wurde in der Familienkapelle der Pfarrkirche von Berkeley beigesetzt, wo sein Grab und sein Grabdenkmal erhalten ist. Mit seinem Tod war der Erbfolgestreit dennoch nicht endgültig beendet. Am 20. März 1470 kam es bei Nibley Green zu einer  bewaffneten Auseinandersetzung zwischen seinem Sohn William Berkeley und Thomas Talbot, 2. Viscount Lisle und ihren Gefolgsleuten, bei dem der Viscount Lisle tödlich verletzt wurde.
Berkeleys lebenslanger Kampf um sein Erbe führte wohl dazu, dass er weder an den Feldzügen in der Endphase des Hundertjährigen Krieges oder an den Kämpfen der Rosenkriege teilnahm. Er nahm nur selten an den Parlamenten teil und übernahm nur gelegentlich lokale Ämter. Zwar war er 1426 durch den jungen König Heinrich VI. zum Ritter geschlagen worden, doch aufgrund seiner geringen politischen Bedeutung erhielt er gegenüber seinen mächtigen Gegnern Warwick und Shrewsbury nur wenig Unterstützung von der Regierung. Der Familienhistoriker James Smyth bezeichnete ihn in seiner Chronik der Familie Berkeley 1883 als James the Just (James den Gerechten).

## Ehen und Nachkommen
James Berkeley war möglicherweise viermal verheiratet. Seine ersten beiden Frauen starben dabei jung, ihre Vornamen sind nicht überliefert. Zunächst war Berkeley 1410 mit einer Tochter von Sir John St John verlobt worden, doch diese Ehe wurde möglicherweise nie geschlossen. Nach dem Tod seiner Braut heiratete er schließlich 1414 eine Tochter von Sir Humphrey Stafford (um 1379–1442) aus Hooke in Dorset, die ebenfalls jung starb. 1423 oder 1424 heiratete er die verwitwete Lady Isabel († 1452), eine Tochter von Thomas Mowbray, 1. Duke of Norfolk. Mit ihr hatte er mehrere Kinder, darunter:
- Sir William Berkeley, 1. Marquess of Berkeley (1426–1492)
- Sir Maurice Berkeley, 3. Baron Berkeley (um 1436–1506)
- James Berkeley
- Thomas Berkeley († 1484) ⚭ Margaret Guy

Nach dem 25. Juli 1457 heiratete er schließlich Joan Talbot, eine Tochter von John Talbot, 1. Earl of Shrewsbury und von dessen ersten Frau Maud de Nevill, die ihn überlebte. Sie heiratete vor 1474 in zweiter Ehe Edmund Hungerford.
Sein Erbe wurde sein ältester Sohn William Berkeley, der zum Marquess of Berkeley aufstieg. Ein Nachfahre von seinem vierten Sohn Thomas Berkeley erbte 1942 nach dem Tod des 8. Earls of Berkeley Berkeley Castle.